# Tivat
Tivat (en montenegrino: Тиват) es una ciudad situada en el suroeste de la República de Montenegro. Es la capital del municipio homónimo.

## Población y geografía
Según el censo del año 2011, esta ciudad tenía una población de 10.149 personas, por lo que se sitúa como la principal ciudad de su municipio.